# Montechoro
Montechoro ist eine Ortschaft in Portugal, an der Algarve.

## Verwaltung
Die Ortschaft gehört zur Gemeinde (Freguesia) von Albufeira im gleichnamigen Kreis (Concelho) im Distrikt Faro.

## Bedeutung
Montechoro ist ein bekannter Urlaubsort. Eine Reihe Hotels und Ferienanlagen haben sich hier angesiedelt, und ein reges Nachtleben zeichnet den Ort aus. In den 1970er Jahren führte der Fado-Sänger João Braga hier das damals bekannte Fadolokal O Montinho.
Im Fußball ist Montechoro als international bekanntes Trainingslager präsent, und auch nationale und internationale Fußballspiele werden hier veranstaltet. So trug die Portugiesische Fußballnationalmannschaft der Frauen hier mehrmals Länderspiele aus.